# Procédure inquisitoire
Ne doit pas être confondu avec procédure accusatoire.
La procédure inquisitoire est la procédure judiciaire où la maîtrise du procès est confiée au juge qui joue un rôle actif. En plus des éléments que les parties vont lui apporter, le juge pourra rechercher des éléments de preuve lui-même afin de fonder sa propre opinion.
La procédure inquisitoire s'oppose donc à la procédure accusatoire, en usage au civil et, dans les pays anglo-saxons, au pénal, où le rôle des juges se limite seulement à celui d’arbitre impartial entre les parties.
Le juge d'instruction est souvent considéré comme l'émanation contemporaine de la procédure inquisitoire en raison de sa faculté de cumuler, à lui seul, des fonctions d'enquête et de jugement. Dans le cadre de l'audience pénale, le caractère inquisitoire d'une procédure se remarque également lorsque l'un (ou plusieurs) des magistrats composant la juridiction de jugement s'approprie le dossier d'enquête constitué par le juge d'instruction ou le Ministère public pour diriger lui-même les débats moyennant un rapport pré-établi et interroger directement la personne poursuivie, réduisant ainsi considérablement la marge d'intervention des parties.
Symbole de l’Église et, par la suite, de l'absolutisme royal, la procédure inquisitoire serait, selon certains observateurs, plus souvent utilisée par des régimes autoritaires et/ou faiblement respectueux du principe de la séparation des pouvoirs,,,. Elle est cependant toujours en vigueur dans certains pays démocratiques, notamment en Europe de l'Ouest, où elle trouve ses origines (France, Espagne, Belgique). Des projets de réforme tendant à son abandon et, corollairement, à la suppression du juge d'instruction y sont cependant régulièrement évoqués,,.
En Amérique latine, la procédure inquisitoire héritée de la colonisation espagnole fut assez largement en vigueur jusqu'à la fin du XXe siècle. Cependant, elle fut progressivement abandonnée à partir de 1991 au profit de la procédure accusatoire.

## Histoire
Jusqu'à l'Inquisition médiévale au XIIe siècle, les systèmes légaux utilisés en Europe étaient généralement fondés sur le système accusatoire (exceptionnellement, l’inquisitio est le type d'enquête criminelle sous le principat), pour déterminer ceux qui pouvaient être jugés pour un crime ou délit et s'ils étaient coupables ou innocents. Dans ce système, à moins qu'elle n'ait été prise en flagrant délit, une personne ne pouvait pas être jugée tant qu'elle n'avait pas formellement été accusée sur la base d'un nombre suffisant de témoignages ou par une enquête. Une des faiblesses de ce système était qu'elle était fondée sur les accusations de témoins et que, les pénalités pour fausse accusation étant importantes, les témoins pouvaient être hésitants à s'impliquer. Face à ces difficultés, dans des cas décisifs, des procédures telles que l'épreuve (ordalie) ou le combat judiciaire ont été mises en place.
À partir de 1198, le pape Innocent III a publié une série de décrets qui ont réformé le système des tribunaux ecclésiastiques. Sous l’Inquisition (processus per inquisitionem) les magistrats ecclésiastiques n'exigeaient plus une accusation formelle pour poursuivre et juger un accusé. Au lieu de cela, le tribunal ecclésiastique pouvait se réunir et interroger des témoins de sa propre initiative, et si ces témoins accusaient une personne d'un crime (souvent en échange du secret du témoignage), une personne pouvait alors être jugée. En 1215, le quatrième concile du Latran (canon 8, Qualiter et quando), fixe le "mode inquisitoire", qui peut désormais être mis en œuvre alternativement au "mode accusatoire" et au "mode de dénonciation". Le concile interdit également au clergé de recourir aux ordalies (épreuves ou duels judiciaires). Peu à peu, la procédure inquisitoire va devenir dominante pour juger les causes judiciaires les plus graves (au pénal).
En Angleterre, en revanche, le roi Henri II avait établi des cours séculières séparées pendant les années 1160. Alors que les tribunaux ecclésiastiques d'Angleterre, comme ceux du continent, adoptaient le système inquisitoire, les cours séculières de droit coutumier ont continué à fonctionner selon la procédure accusatoire. La plupart des affaires criminelles étaient donc encore jugées selon le principe qu'une personne ne pouvait pas être jugée tant qu'elle n'était pas formellement accusée. En 1215, ce principe a été inscrit dans l'article 38 de la Magna Carta qui disposait qu’« aucun conseiller municipal ne soumettra dorénavant quiconque à sa loi, sur sa seule accusation non corroborée, sans produire des témoins fiables convoqués pour cette raison. »

## Utilisation contemporaine
Dans la lignée du développement des systèmes juridiques modernes au XIXe siècle, la plupart des juridictions ont non seulement codifié leur loi de droit privé et de droit pénal, mais les règles de procédure civile ont également été passées en revue et codifiées. C'est ainsi que la procédure inquisitoire s'est peu à peu enracinée dans la majorité des systèmes légaux civils européens. 
En matière pénale, il existe des différences significatives entre les procédures du XVIIIe siècle et celles qui se sont développées depuis le XIXe siècle ; en particulier, furent ajoutées des limites à la puissance des investigateurs et, parallèlement, de plus grands droits à la défense.   
L'effectivité de ces droits a toutefois demeuré limitée en pratique, en raison, notamment, de la complexification des règles de procédure et de la difficile conciliation des fonctions d'enquête (ou d'accusation) avec le principe d'impartialité. Ces problématiques font d'ailleurs régulièrement l'objet de débats dans les pays utilisant encore la procédure inquisitoire, notamment en France,.   

## Déclin
La seconde partie du vingtième siècle connut une évolution considérable des systèmes juridiques en matière pénale vers un cadre plus accusatoire.  
Ainsi, plusieurs pays européens ont abandonné la procédure inquisitoire, actant, de ce fait, la suppression du juge d'instruction (ex: Allemagne en 1975, Italie en 1989).  
En Amérique Latine, la chute de plusieurs régimes autoritaires ou de dictatures militaires ayant exploité la procédure inquisitoire amènera similairement la question de son maintien. La violation récurrente des droits de la défense, malgré certaines améliorations, plaidait en faveur de son abandon. En outre, d'un point de vue politique, cette procédure se serait montrée inapte à réprimer efficacement la délinquance en raison de sa lenteur et de son coût. Face à ce constat de « faillite » du système pénal, deux juristes argentins (Julio Maier et Alberto Binder) contribuèrent à instaurer, de manière inédite en Argentine , une procédure accusatoire rationalisée avec renforcement de l'indépendance du Ministère Public pour y réformer le système pénal au niveau fédéral, puis au niveau local, dans la province de Cordoba. Constatant des améliorations significatives par rapport à la procédure inquisitoire, la quasi-intégralité des pays d'Amérique latine suivra l'exemple, au moyen d'un mouvement réformateur sans précédent qualifié de « révolution procédurale pénale » par le professeur Máximo Langer de l'Université de Californie. 
La procédure accusatoire, également symbole d'un certain renouveau démocratique, est donc désormais majoritairement utilisée dans les pays d'Amérique hispanophone au détriment de la procédure inquisitoire.
Quant au Brésil, un système mixte y perdure (enquête inquisitoire et audience accusatoire), mais un projet de réforme de 2023 tend similairement à la consécration d'une procédure accusatoire, impliquant la suppression du juge d'instruction lors de la phase d'enquête.

## Imbrication au sein des grands systèmes de droit
Il serait trop généralisé de dire que le système de droit civil est purement inquisitoire et que le droit coutumier serait accusatoire. En effet, la coutume romaine antique de l'arbitrage, qui était la forme la plus ancienne de procédure accusatoire, a été adaptée dans de nombreuses juridictions de droit coutumier sous une forme plus inquisitoire.
De même, les réformes procédurales ayant conduit à l'abandon de la procédure inquisitoire en Amérique latine démontrent qu'il est tout à fait possible de concilier la procédure accusatoire avec le système romano-civilise, ce qui exclut que l'accusatoire soit exclusivement l'apanage des systèmes de Common law.

## Caractéristiques
Historiquement, c'est une procédure :
- écrite : établissement d’un procès-verbal d’audience
- non contradictoire : l’accusé y joue un rôle passif
- secrète : l’accusé ne connaît pas les charges qui pèsent sur lui, les témoins ne savent pas dans quelle affaire ils témoignent

Les juges dans cette procédure sont des professionnels (fonctionnaires publics), formés aux méthodes de l’instruction et de l’inquisition. L’accusateur devient public et « tout juge est procureur général » : tout juge peut se saisir d’office, dès lors qu’il a connaissance d’une infraction. La procédure apparaît donc rapide et énergique.
Ce choix apparaît avec la grande ordonnance de 1670, avec une instruction préparatoire fondée sur l’aveu (même sous la torture), puis améliorée par l’édit du 1er mai 1788 qui exigea la motivation des jugements et un délai d’un mois pour la mise à exécution.
La procédure inquisitoire contemporaine a connu un renforcement considérable des garanties des parties dans les démocraties d'Europe occidentale. Néanmoins, l'effectivité de ces garanties reste incertaine. En outre, ces améliorations pourraient, paradoxalement, générer des problèmes structurels plus graves.

## Limites
Plusieurs limites ou dysfonctionnements peuvent en général s'observer dans les systèmes inquisitoires:
- Des dérives obsessionnelles de certains juges, car le principal objectif du système inquisitoire est de chercher à tout prix la vérité et le coupable, ce qui peut nuire aux droits de la défense et aboutir à des inculpations / condamnations sans preuves (ex: affaire d'Outreau)[18],[19],[20],[21].
- Une instrumentalisation politique, car dans les systèmes inquisitoires, le Ministère public est en général soumis à un principe hiérarchique vis-à-vis du pouvoir exécutif[22]. Cette organisation trouve son origine dans la France de l'Ancien régime, où le parquet était jadis conçu comme un organe politique d'influence juridictionnelle, permettant au Roi d'avoir ses « relais » dans les tribunaux[23].
- Un manque d'impartialité des juges, en raison de l'absence de séparation stricte entre les deux catégories de magistrats. Ainsi, en France, procureurs et juges sont issus de la même École (ENM) et cohabitent au sein des mêmes locaux, ce qui amène inévitablement ces derniers à être davantage perméables aux thèses de l'accusation et, de surcroît, aux éventuelles influences politiques du Ministère public[24]. Cette collusion entre les différents acteurs judiciaires se trouve même explicitement consacrée dans certains pays exploitant encore la procédure inquisitoire. Ainsi, selon l'article 45 de la loi de procédure pénale de la République de Cuba: « La police, le juge d'instruction, le procureur et le tribunal s'entraident mutuellement dans l'accomplissement des actions ou des diligences nécessaires à la conduite et à la résolution des affaires pénales »[25].
- Une complexification de la procédure, en raison de la législation nécessaire, dans les pays démocratiques, pour enfermer le juge dans un cadre légal et éviter les violations des droits fondamentaux. Ainsi, en 2023, le Code de procédure pénale français compte environ 2400 articles pour la seule partie législative[26] alors que le nouveau Code de procédure accusatoire du Chili compte moins de 500 articles[27].
- De la lenteur, un encombrement des juridictions et une surcharge de travail des juges en raison de la mauvaise répartition des compétences entre les fonctions d'accusation et de jugement. Ainsi, faute pour le Ministère public d'être suffisamment indépendant, les juges sont contraints, dans ce système, de suppléer les lacunes de l'autorité de poursuite en effectuant eux-mêmes des tâches d'enquêteurs (rapport, interrogatoires, conduite de l'enquête ou des débats), renforçant ainsi considérablement la charge de travail de ces derniers[28],[29],[30]. En 2022, une magistrate française du tribunal correctionnel de Nanterre est même décédée, en pleine audience, après avoir accumulé de nombreuses heures de travail dans ces conditions[31].
- Un manque de moyens, car la procédure inquisitoire peut engendrer un accroissement considérable des coûts en termes de ressources humaines (recours à la collégialité, recrutement d'assistants de Justice)[32]. Ainsi, par exemple, pour contester une ordonnance de non-lieu en France, la procédure requiert en général de mobiliser six magistrats: un procureur de la République qui délivre son réquisitoire, un juge d'instruction qui rend un ordonnance motivée, puis un procureur général et trois juges d'appel devant la chambre de l'instruction. Comparativement, dans un système accusatoire, seuls deux magistrats peuvent suffire à parvenir au même objectif: un magistrat enquêteur du Ministère public qui estime n'y avoir lieu à suivre et un magistrat dit de « contrôle », issu d'un corps distinct, qui peut enjoindre au Ministère public de poursuivre son enquête.
- Une réponse pénale inadaptée, car le système inquisitoire peut rapidement se trouver submergé par l'augmentation de la délinquance, ce qui peut conduire à user de voies procédurales dévoyées (par exemple multiplier les classements sans suite) pour désengorger les tribunaux[33].
- Une dévalorisation du système judiciaire, car certains plaideurs victimes des déséquilibres procéduraux, peuvent être tentés de mobiliser leur cause en dehors des prétoires (principalement dans les médias) pour dénoncer les injustices. La confiance dans l'institution s'en trouve alors atteinte[34].
- De la surpopulation carcérale, car l'utilisation d'une procédure inquisitoire induit en général un recours accru à la détention provisoire. Ainsi, chaque année en France, les chiffres démontrent que les prévenus en attente de jugement représentent environ entre 20 à 30% des personnes détenues, ce qui correspond globalement au taux de surpopulation carcérale observé[35].
- Des erreurs d'appréciation, car l’écrit peut déformer la réalité par rapport à la spontanéité de l’oralité[36].